# STUNTLOCKERS
STUNTLOCKES6+ （スタントロッカーズ シックス プラス）は、日本のダンスユニット。メンバーはMILE、KENTARO、KIMU、nao、TAKAYA、YU-KIの6人。また、加入したKIHACHAN、HIRASUKEの2人を加え全員で8人。アクロバット・カポエイラ・男子新体操・ダンスなど様々なジャンルのメンバーで成り立っている。

## 概要
2012年のTACO&SUK-PIYOがMCを務めるイベントESTACION Vol.13の出演を期に結成。
現在、各メンバー様々なイベントで活躍する。

## メンバー
|                                                        | プロフィール                            | 備考(ジャンル)、所属チーム       |
| ------------------------------------------------------ | --------------------------------------- | -------------------------------- |
| MILE(萩原永和) （マイル/はぎわら ひさかず）            | 1983年8月2日（41歳）、A型、千葉県出身   | CAPOEIRA、CAPOEIRA BATUQUE JAPAO |
| KENTARO(渕上健太郎) （ケンタロウ/ふちがみ けんたろう） | 1985年5月19日（39歳）、O型、東京都出身  | POP、Metis                       |
| KIMU(木村彰宏) （キム/きむら あきひろ）                | 1981年2月5日（44歳）、B型、東京都出身   | LOCK                             |
| nao(榎並尚美) （ナオ/えなみ なおみ）                   | 東京都出身                              |                                  |
| TAKAYA(佐藤喬也) （タカヤ/さとう たかや）              | 1989年3月13日（35歳）、AB型、岩手県出身 | 男子新体操、Blue Tokyo           |
| YU-KI(横澤勇気) （ユウキ/よこさわ ゆうき）             | 1993年2月12日（32歳）、O型、岩手県出身  | 男子新体操                       |
| KIHACHAN(木原裕希) （キハチャン/きはら ゆうき）        | 1988年10月21日（36歳）、O型、山口県出身 | 劇団ちゃんまぁ                   |
| HIRASUKE(平畑健) （ヒラスケ/ひらはた たけし）          | 埼玉県出身                              |                                  |

## 主な出演イベント
- 2012年 ESTACION Vol.13
- 2012年 ☆春ESTACION Vol.14～Season4 Spring～
- 2012年 clubC 春のおセンチ・ナイト YAMI-NABE2
- 2012年 ☆夏ESTACION Vol.15～Season4 Sumner～
- 2012年 ☆秋 4周年ESTACION Vol.16～Season4 Autumn～4th Anniversary
- 2012年 wave～music JAM